# Дарасун
Дарасун (бур. Дарс Уhан) — посёлок городского типа в Карымском районе Забайкальского края России.
Население — 6352 чел. (2021)

## География
Расположен на реке Ингода (приток реки Шилки) к востоку от Даурского хребта. Железнодорожная станция на Транссибе в 65 км к юго-востоку от Читы. Завод горного оборудования.
В 65 км к югу от посёлка Дарасун находится курортный посёлок (городского типа) Курорт Дарасун.

## Этимология
Краевед Николай Тяжёлов понимал происхождение слова «дарасун» от бур. дарс уhан, дарс сун, что можно перевести, как «вода, делающая человека здоровым» или «оздоравливающая вода». Сам же посёлок получил название железнодорожной станции, от которой начиналась дорога до одноимённого курорта, названной в честь последнего. По другой версии название реки Дарасунка восходит к бурятскому слову дарсан со значением «кислый, кислятина, квасок». 

## История
Основан предположительно до 1710, известен с начала XVIII века. Упоминается путешественниками Петером Палласом, Иоганом Гмелиным, Степаном Крашенниковым (1735) как деревня (казачий посёлок) Харамангут (Хара-Мангут).
Хара-Мангут в вольном переводе — «чёрный мангут». И. Г. Гмелин, путешествовавший по Забайкалью в 1735 г., писал, что «мангутами» буряты называли русских, и переводил это название как «чёрт, живущий в лесу». П.-С. Паллас писал так: «В простом обхождении буряты называли русских мангутами… Первый восстановитель сея деревни (очевидно, Ульзутуев. — В. Б.) имел у себя чёрные волосы, почему прозван бурятами харамангутом, или чёрным русским, а оттоль и всем наследникам то же имя досталось».
Мангуты (монг. мангуд — букв. «монголы») — монгольский род, участвовавший в походах Чингисхана. Название мангут в источниках встречается в различных формах: мангыт, манкгут, мангхит, мангкит. Возможно, слово мангут происходило от древнего звучания слова «монголы». Непонятно, почему И. Г. Гмелин переводил название как «чёрт, живущий в лесу». Видимо, путая слово «Мангут» со словом «Мангус» — в мифологии монгольских народов чудовище.
В это же время или немного позже Хара-Мангут могли называть деревня Анадзиканская — по речке Анадзикан, впоследствии до 1950 года деревня Ульзутуево. Жители занимались хозяйством и извозом. В 1897 году при строительстве Забайкальской железной дороги возник разъезд № 62, потом станция, которую и назвали Дарасун. 
В июле 1923 года станция Дарасун подверглась атаке белоэмигрантского вооружённого отряда с китайской территории, были сожжены постройки, уничтожено оборудование, прервано движение поездом.
Статус посёлка городского типа — с 1951 года.

## Население
| 1950  | 1959  | 1970    | 1979  | 1989  | 2002  | 2007  |
| ----- | ----- | ------- | ----- | ----- | ----- | ----- |
| 7600  | ↗9000 | ↗10 395 | ↘9929 | ↘9635 | ↘8106 | ↘7412 |
| 2009  | 2010  | 2011    | 2012  | 2013  | 2014  | 2015  |
| ↘7316 | ↗7325 | ↘7290   | ↘7219 | ↘7120 | ↘7059 | ↘6976 |
| 2016  | 2017  | 2018    | 2019  | 2020  | 2021  |       |
| ↗6977 | ↘6896 | ↘6821   | ↘6713 | ↘6595 | ↘6352 |       |

## Экономика
Градообразующими предприятиями стали:
Совхоз «Дарасунский» с отделениями в близлежащих сёлах: Новодоронинск, Солонцово, Тыргетуй, Васильевский, машино-тракторные мастерские, конезавод в с. Жимбира, Маслозавод. Совхоз активно развивался, строились школы для детей работников совхоза и детские сады.
Дарасунский завод горного оборудования, начавший свою работу с 1951 года как ремонтно-механическое предприятие. Основной продукцией предприятия явились буровые установки, буровые коронки, породопогрузочные машины, пневмодвигатели для шахтного оборудования и многое другое. Продукция долгое время экспортировалась в страны зарубежной Азии, Южной Америки. Сегодня этот завод почти не функционирует.
Между предприятиями были социалистические соревнования. Руководители предприятий в это время — Остерников В. М (ДЗГО) и Белов П. Ф. (Совхоз Дарасунский). Признанием вклада Белова П. Ф. в экономическое развитие п. Дарасун отразилось в награждении его орденом Ленина и орденом Октябрьской Революции.
Именем Белова Петра Фёдоровича названа улица в п. Дарасун.
В настоящее время совхоз, как предприятие уже не существует, дарасунский завод горного оборудования почти не выпускает продукции из-за чего население посёлка медленно снижается.
В посёлке функционируют ЗАО «Трансснаб», ТОО «Искра». На станции находится приёмник для приезжающих в санаторий «Дарасун».

## Разное
Входит в Перечень населённых пунктов Забайкальского края, подверженных угрозе лесных пожаров

## Археология
В плиточной могиле у станции Дарасун обнаружены фрагменты тонкостенного сосуда-трипода, массивный пест округлой формы, глиняная льячка и двустворчатая литейная форма кельта из мягкого камня, фрагмент человеческой большой берцовой кости и две цилиндрические нефритовые бусины.

## Топографические карты
- Лист карты M-49-VI Черновские Копи. Масштаб: 1 : 200 000. Состояние местности на 1973—1977 год. Издание 1986 г.